# Pilosace
Pilosace is een geslacht in de orde Agaricales. De familie is nog niet zeker (Incertae sedis).

## Soorten
Volgens Index Fungorum bevat het geslacht 47 soorten:
| Soortnaam              | Auteur(s)                    | Publicatiejaar |
| ---------------------- | ---------------------------- | -------------- |
| Pilosace aequatorius   | (Mont.) Kuntze               | 1898           |
| Pilosace algeriensis   | Fr.                          | 1873           |
| Pilosace algeriensis   | Cooke                        | 1886           |
| Pilosace ascevus       | (Berk. & Broome) Kuntze      | 1898           |
| Pilosace brasiliensis  | Rick                         | 1920           |
| Pilosace bresadolae    | Schulzer                     | 1885           |
| Pilosace bulbillosus   | (Fr.) Kuntze                 | 1898           |
| Pilosace commiscibilis | (Sacc.) Kuntze               | 1898           |
| Pilosace congolensis   | Heinem.                      | 1956           |
| Pilosace cubisporus    | (Mont.) Kuntze               | 1898           |
| Pilosace epibates      | (Fr.) Kuntze                 | 1898           |
| Pilosace exsignatus    | (Britzelm.) Kuntze           | 1898           |
| Pilosace fagicola      | (Lasch) Kuntze               | 1898           |
| Pilosace falkii        | (Weinm.) Kuntze              | 1898           |
| Pilosace fusconiveus   | (Berk. & M.A. Curtis) Kuntze | 1898           |
| Pilosace gastrodes     | (Mont.) Kuntze               | 1898           |
| Pilosace gilletii      | (P. Karst.) Morgan           | 1907           |
| Pilosace glareosus     | (Berk. & Broome) Kuntze      | 1898           |
| Pilosace griseobadius  | (Pat.) Kuntze                | 1898           |
| Pilosace holalepis     | (Fr.) Quél.                  | 1873           |
| Pilosace loscosii      | (Rabenh.) Kuntze             | 1898           |
| Pilosace macrospora    | (Sacc.) Mussat               | 1901           |
| Pilosace mastiger      | (Berk. & Broome) Kuntze      | 1898           |
| Pilosace neglectus     | (Massee) Kuntze              | 1898           |
| Pilosace obtusus       | (Pers.) Kuntze               | 1898           |
| Pilosace oenochrous    | (Mont.) Kuntze               | 1898           |
| Pilosace olivaespora   | (Ellis & Everh.) Morgan      | 1907           |
| Pilosace ombrophilus   | (P. Karst.) Kuntze           | 1898           |
| Pilosace pallens       | (P. Karst.) Kuntze           | 1898           |
| Pilosace peckii        | House                        | 1919           |
| Pilosace pendolae      | Speg.                        | 1926           |
| Pilosace persimplex    | (Britzelm.) Kuntze           | 1898           |
| Pilosace phoenix       | (Fr.) Sacc.                  | 1887           |
| Pilosace pholidotus    | (Mont.) Kuntze               | 1898           |
| Pilosace porphyrellus  | (Sacc.) Kuntze               | 1898           |
| Pilosace pseudotenerus | (Fr.) Kuntze                 | 1898           |
| Pilosace roseolus      | (Clem.) Kuntze               | 1898           |
| Pilosace schulzeri     | (Quél.) Kuntze               | 1898           |
| Pilosace stenophyllus  | (Sacc.) Kuntze               | 1898           |
| Pilosace strictus      | Trog ex Kuntze               | 1898           |
| Pilosace subliquescens | (Schumach.) Kuntze           | 1898           |
| Pilosace subobtusus    | (Britzelm.) Kuntze           | 1898           |
| Pilosace subvinosus    | (Berk.) Kuntze               | 1898           |
| Pilosace tricholepis   | (Fr.) Quél.                  | 1873           |
| Pilosace tythus        | (Berk. & Broome) Kuntze      | 1898           |